# Damaszka (jezioro)
Damaszka – jezioro w Polsce na Kociewiu w powiecie tczewskim (województwo pomorskie) w gminie Tczew.
Ogólna powierzchnia: 80,9 ha, głębokość maksymalna: 4,7 m